# Сеитово (Татарстан)
Сеитово — село в Верхнеуслонском районе Татарстана. Входит в состав Макуловского сельского поселения.

## География
Находится в западной части Татарстана на расстоянии приблизительно 18 км на юго-запад от районного центра села Верхний Услон.

## История
Известно с периода Казанского ханства. В 1916 году была построена Троицкая церковь (не сохранилась). В советское время работали колхозы им. Кагановича и «Знамя Ленина».

## Население
Постоянных жителей было в 1782 году — 288 душ мужского пола; в 1859 — 828, в 1897 — 1054, в 1908 — 1211, в 1920 — 1289, в 1926 — 1281, в 1938 — 734, в 1949 — 532, в 1958 — 532, в 1970 — 352, в 1979 — 231, в 1989 — 137. Постоянное население составляло 132 человека (русские 87 %) в 2002 году, 104 — в 2010.